# Myosine
Ne doit pas être confondu avec Myosite.

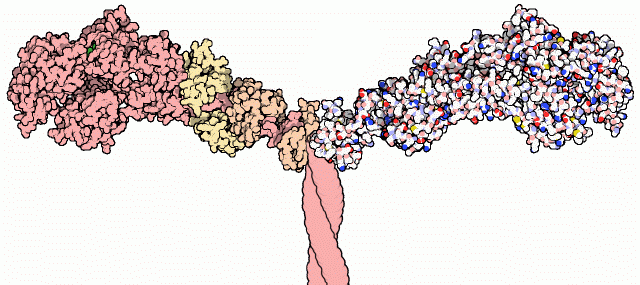
Portion de la structure de la myosine, les chaînes lourdes sont coloriées en rouge à gauche de l'image et les chaînes légères en jaune et orange.

La myosine est une protéine qui joue un rôle décisif dans les mécanismes de la contraction musculaire. Cette protéine intracytoplasmique se rencontre donc dans les cellules à activité contractile des vertébrés, telles que les cellules musculaires.
Elle intervient également en tant que moteurs moléculaires associés aux microfilaments dans le déplacement d'organites au sein de la cellule.

## Classification
La famille des myosines regroupe 18 protéines différentes (de I à XVIII).
Il existe plusieurs types de myosines, qui diffèrent par le nombre de « têtes » (une ou deux), par la longueur des différentes parties la constituant.
Les myosines ont la propriété de se déplacer vers l'extrémité positive du microfilament.
La myosine de type I, dite non conventionnelle fonctionne comme monomère. Elle permet le transport de vésicule d'endocytose ou d'exocytose le long des microfilaments à proximité de la membrane cellulaire. Elle a une tête globuleuse qui permet l'attache au microfilaments et l'hydrolyse de l'ATP, et une queue linéaire très courte car elle ne dimérise pas. La vésicule sera alors coiffée de myosine I qui va marcher le long des microfilaments vers l'extrémité +.
La myosine de type II, dite myosine conventionnelle, fonctionne comme dimère. Elle constitue l'appareil contractile du muscle strié squelettique.

## Constitution
Elle est composée de deux chaînes lourdes (dimère) de 2 000 acides aminés dont les extrémités C-terminales en hélice α sont surenroulées, ce qui confère à la myosine la forme rigide d'un bâtonnet de 180 nm, et dont les têtes N-terminales de 190 acides aminés constituent les domaines moteurs. Sont associées à ces deux chaînes lourdes deux paires de chaînes légères : une paire de chaînes légères dites essentielles (ELC), et une paire de chaînes légères dites régulatrices (RLC) qui stabilisent la longue hélice près du domaine N-terminal (tête), dans la région du cou qui forme le bras de levier.
Les chaînes lourdes de myosine peuvent être coupées par la trypsine en deux parties, la queue appelée aussi méromyosine légère (LMM) et la tête, constituée en partie de la portion globulaire de la molécule. Cette dernière est appelée méromyosine lourde (HMM). La méromyosine lourde peut, à son tour être subdivisée en deux parties, le subfragment 1 (S1) et le subfragment 2 (S2). S1 est une association de trois sous unités de 25, 50 et 20 kDa formant la partie globulaire de la molécule. Elle contient les domaines moteurs qui sont des sous unités de 50 et 20 kDa. Ces domaines moteurs possèdent l’activité ATPase et le site de fixation avec l’actine. La sous unité de 20 kDa fixe les chaînes légères.

### Formes
Il existe différentes isoformes de chaînes lourdes dans le muscle strié squelettique, certaines associées à une vitesse de contraction rapide (MHC-2a, MHC-2d/2x, MHC-2b), d’autres à une vitesse de contraction lente (MHC-1, nommé aussi MHC-1β). Cependant il existe d’autres isoformes de myosine spécifiques de certains muscles (MHC extra-oculaire, MHC mandibulaire) mais aussi une isoforme spécifique du cœur (MHC Iα). Pendant le développement, deux autres isoformes sont aussi exprimées (MHC embryonnaire et MHC néonatal).
L’expression de ces isoformes de chaîne lourde de myosine, dépend du type de fibre (rapide, lente) mais aussi de l’espèce. Ainsi chez l’homme l’isoforme la plus rapide, hormis dans le muscle extra-oculaire (où l’isoforme MHC extra-oculaire est exprimée), est l’isoforme MHC 2x alors que chez les rongeurs, c’est l’isoforme MHC-2b. Il existe aussi différentes isoformes de chaînes légères de myosine. En ce qui concerne les chaînes légères essentielles, 5 isoformes majeures ont été identifiées chez les mammifères. MLC 1 rapide (MLC – 1 f) et MLC – 3 rapide (MLC – 3 f) sont exprimées dans les muscles rapides. MLC – 1 lente α (MLC – 1 S α) et MLC 1 lente β (MLC – 1 S β) aussi appelée MLC 1 lente ventriculaire (MLC-1 S/V) sont exprimées dans les muscles lents mais aussi respectivement dans les muscles lisses et les ventricules du muscle strié cardiaque. MLC – 1 S α est l’isoforme majoritaire dans les muscles striés squelettiques humains et de lapin, faiblement exprimée chez le rat et est inexistante chez la souris adulte. Au cours du développement, une autre isoforme est exprimée la MLC embryonnaire (MLC 1 emb). Cette isoforme est aussi exprimée dans l’oreillette du muscle strié cardiaque.

## Mode d'action
Lorsque la caldesmone est phosphorylée par la PKC, la myosine s'associe à une autre protéine, l'actine, au niveau des têtes de chaînes légères. La contraction des fibres musculaires résulte du glissement des myofilaments d'actine sur les myofilaments de myosine. L'énergie étant fournie par l'hydrolyse de l'ATP sous l'action enzymatique de la myosine elle-même.

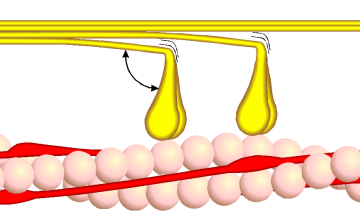
Attaché.
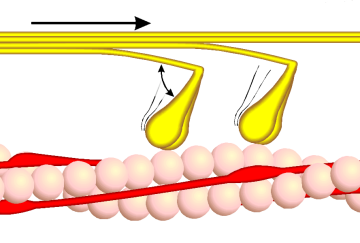
Relâché (par fixation d'ATP).
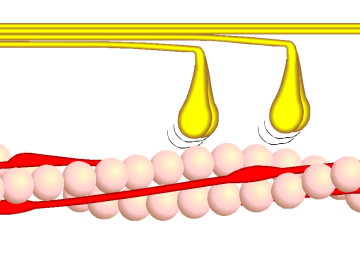
Armé.
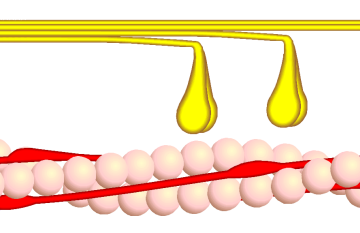
Génération de force.

Le modèle actuellement admis pour le fonctionnement des myosines est celui avancé par le Pr Toshio Yanagida d'un modèle de mouvement brownien biaisé. La myosine est au repos liée à de l'ADP et au phosphate inorganique. L'ATP, en se fixant sur la myosine, provoque un changement conformationnel qui détache en partie la myosine du filament. La myosine pourrait alors glisser en suivant la chaîne des monomères d'actine, dans un sens comme dans l'autre, avec un déplacement global orienté (le filament d'actine est polarisé). Le moteur essentiel du déplacement est donc l'agitation thermique.[réf. nécessaire]

## Cible thérapeutique
L'omecamtiv mecarbil est une molécule activatrice de la myosine cardiaque et permet une réduction du risque d'événements graves chez le patient porteur d'une insuffisance cardiaque à fonction systolique altérée.
Le mevacanten est une molécule inhibitrice de la myosine cardiaque, utilisé dans la cardiomyopathie hypertrophique de type obstructive. L'aficamtem donne des résultats comparables.